# Tadó
Tadó là một khu tự quản thuộc tỉnh Chocó, Colombia. Thủ phủ của khu tự quản Tadó đóng tại Tadó Khu tự quản Tadó có diện tích 1013 ki lô mét vuông. Đến thời điểm ngày 28 tháng 5 năm 2005, khu tự quản Tadó có dân số 20551 người.